# Koivusaari (ö i Finland, Södra Savolax, Nyslott, lat 62,38, long 28,54)
Koivusaari är en ö i Finland. Den ligger i sjön Koivujärvi och i kommunen Heinävesi i den ekonomiska regionen  Nyslotts ekonomiska region  och landskapet Södra Savolax, i den sydöstra delen av landet, 300 km nordost om huvudstaden Helsingfors. Öns area är 0,8 hektar och dess största längd är 140 meter i nord-sydlig riktning.